# Unité urbaine de Lodève
L'unité urbaine de Lodève est une unité urbaine française centrée sur la ville de Lodève, dans le département de l'Hérault.

## Données globales
En 2010, selon l'Insee, l'unité urbaine de Lodève est composée de huit communes, toutes situées dans l'arrondissement de Lodève, subdivision administrative du département de l'Hérault.
L'unité urbaine de Lodève est le pôle urbain de l'aire urbaine de Lodève.

## Délimitation de l'unité urbaine de 2010
En 2010, l'Insee a procédé à une révision des délimitations des unités urbaines de France; celle de Lodève est composée de huit communes.

### Communes
Liste des communes appartenant à l'unité urbaine de Lodève selon la nouvelle délimitation de 2010 et sa population municipale en 2016 (liste établie par ordre alphabétique) :
| Nom                      | Code Insee | Département | Statut       | Superficie (km2) | Population (dernière pop. légale) | Densité (hab./km2) | Modifier                                    |
| ------------------------ | ---------- | ----------- | ------------ | ---------------- | --------------------------------- | ------------------ | ------------------------------------------- |
| Fozières                 | 34106      | Hérault     | banlieue     | 5,43             | 193 (2022)                        | 36                 | modifier les données · modifier les données |
| Lodève                   | 34142      | Hérault     | ville-centre | 23,17            | 7 202 (2022)                      | 311                | modifier les données · modifier les données |
| Olmet-et-Villecun        | 34188      | Hérault     | banlieue     | 9,55             | 166 (2022)                        | 17                 | modifier les données · modifier les données |
| Les Plans                | 34205      | Hérault     | banlieue     | 18,12            | 317 (2022)                        | 17                 | modifier les données · modifier les données |
| Poujols                  | 34212      | Hérault     | banlieue     | 2,86             | 183 (2022)                        | 64                 | modifier les données · modifier les données |
| Saint-Étienne-de-Gourgas | 34251      | Hérault     | banlieue     | 19,43            | 520 (2022)                        | 27                 | modifier les données · modifier les données |
| Soubès                   | 34304      | Hérault     | banlieue     | 12,35            | 954 (2022)                        | 77                 | modifier les données · modifier les données |
| Soumont                  | 34306      | Hérault     | banlieue     | 11,04            | 243 (2022)                        | 22                 | modifier les données · modifier les données |

## Évolution démographique
L'évolution démographique ci-dessous concerne l'unité urbaine selon le périmètre défini en 2020.
| 1968  | 1975  | 1982  | 1990  | 1999  | 2008  | 2013  | 2019  | 2020  |
| ----- | ----- | ----- | ----- | ----- | ----- | ----- | ----- | ----- |
| 8 658 | 9 151 | 9 816 | 9 199 | 8 722 | 9 547 | 9 780 | 9 916 | 9 884 |

| 2022  | - | - | - | - | - | - | - | - |
| ----- | - | - | - | - | - | - | - | - |
| 9 778 | - | - | - | - | - | - | - | - |